# Йоан Комнин Дука Палеолог Синадин
Йоан Комнин Дука Палеолог Синадин (средногръцки: Ἰωάννης Κομνηνός Δούκας Παλαιολόγος Συναδηνός) е византийски аристократ и военачалник от началото на XIV век, който е притежавал титлата велик коноставъл.
Йоан е син на великия стратопедарх Йоан Синадин и на Теодора Палеологина. Брат е на протостратора Теодор Синадин. От майка си наследява фамилното име Палеолог.
Женен е два пъти. Първата му съпруга е Томаиса Комнина Дукина Ласкарина Кантакузина Палеологина, която е била потомка на Ласкаридите и Палеолозите, но по-точни сведения за родителите ѝ липсват. От нея Йоан имал две дъщери:
- Ирина Комнина Кантакузина Палеологина Асенина, омъжена около 1330 г. за Михаил Комнин Торник Асен Палеолог;[5][3]
- Анна Филантропина Кантакузина Комнина Палеологина Вриениса[3]

Втората му съпруга е Ирина Ласкарина Дукина Палеологина, с която е изобразен в Устава на манастира Света Богородица Сигурна надежда, основан от майка му Теодора. Малко се знае и за военно-политическата кариера на Йоан – известно е само, че е действал като пратеник на император Андроник III Палеолог до дядо му Андроник II Палеолог през последния етап от гражданската война помежду им (1321 – 1328).